# Rübenschloss

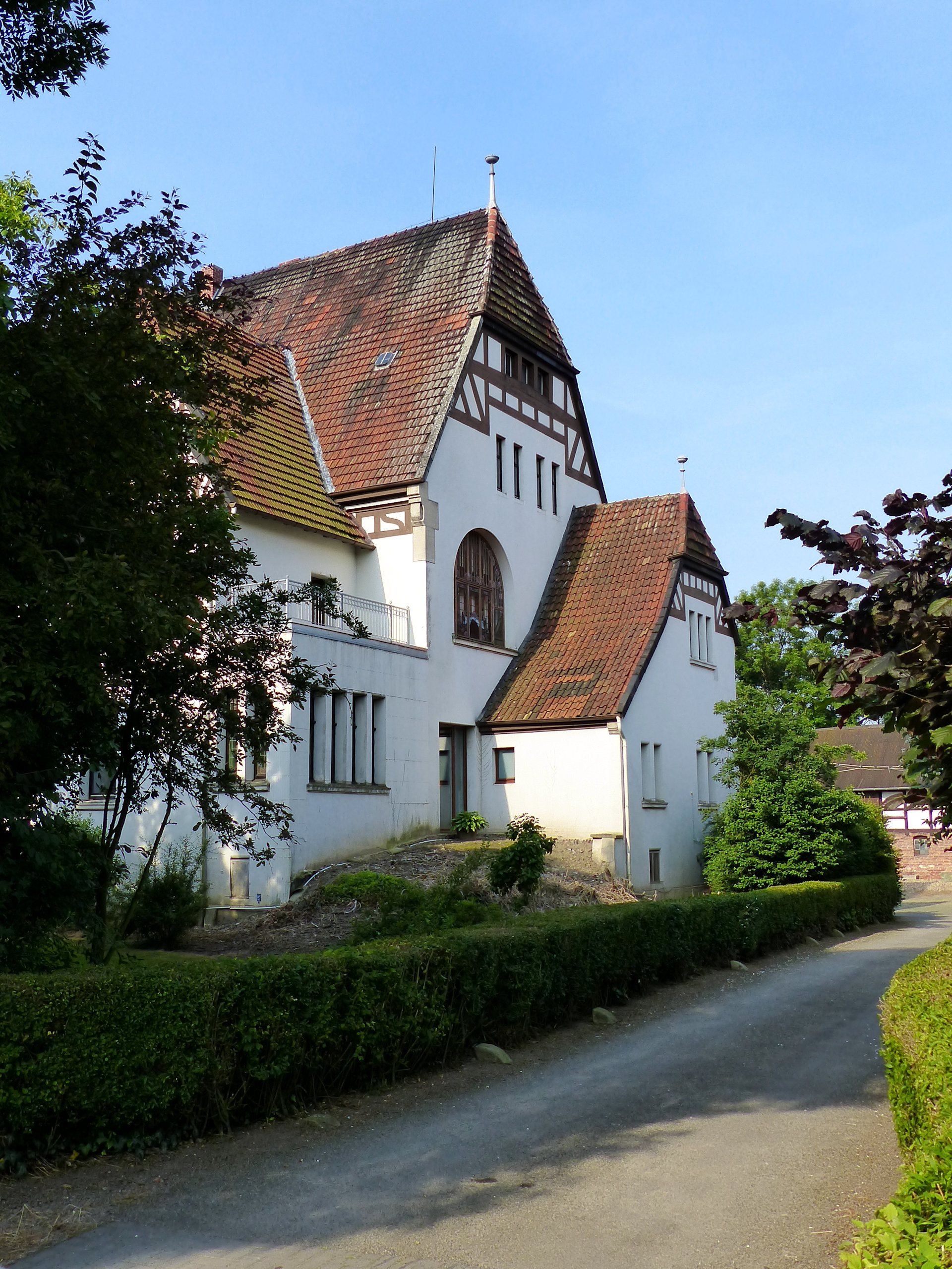
Ansicht des Rübenschlosses von Nordost, links neben dem Vordach das Buntglasfenster

Die im Volksmund Rübenschloss genannte, repräsentative Villa des Burgmeierhofes steht Alter Platz 5, im Dorfkern von Stöckheim, einem Ortsteil im Süden der Stadt Braunschweig. Das unter Denkmalschutz stehende Wohnhaus wurde zwischen 1902 und 1905 im Jugendstil erbaut.

## Geschichte
Das dreigeschossige Gebäude (Assekuranznummer 26) mit unregelmäßigem Grundriss gilt als Beispiel des Einzugs (groß-)städtischer Architektur in den dörflich-ländlichen Raum. Der wohlhabende Spargel- und Zuckerrübenbauer Friedrich Halbe (1875–1958) aus dem Ort ließ das Haus für 73.000 Mark nach Plänen des Architekten Otto Eggeling aufwendig mit Zierfachwerk und Werksteinelementen errichten. Auch große Teile der Inneneinrichtung, inklusive Möbel, Kachelöfen, Geschirr und Besteck, waren im Jugendstil gehalten. Nach Halbes Tod wurden jedoch nach und nach viele Jugendstilelemente von seinen Erben entfernt, sodass heute nur noch wenig an die ursprüngliche Bausubstanz erinnert. Das Haus hat eine große Eingangshalle mit repräsentativem Treppenaufgang. Ein großes, blumenumranktes, farbig verglastes Bogenfenster auf der Nordseite zeigt die Villa in ihrer ursprünglichen Form. Sie ist zeittypisch für den Heimat- und Jugendstil. Hinter dem heute noch erhaltenen Bauwerk stand das ursprüngliche Wohnhaus des ehemaligen Dreiseithofes aus dem Jahre 1721, das in den 1970er-Jahren abgerissen wurde.
Zwei ähnliche Bauwerke Eggelings sind in den Braunschweiger Ortsteilen Volkmarode und Timmerlah erhalten.
In der im 19. und 20. Jahrhundert traditionell vom Zuckerrübenanbau geprägten Region Braunschweig und dem Braunschweiger Land zeugt die Bezeichnung Rübenschloss sowohl vom Spott (und Neid) der ortsansässigen Bevölkerung angesichts des protzigen Bauwerks in einer bäuerlich geprägten Umgebung, aber auch von der Anerkennung der Leistung des Bauern.
In nur ca. 4 km Entfernung östlich vom Stöckheimer Bauwerk befindet sich in der Salzdahlumer Straße 308, im Braunschweiger Stadtteil Mascherode, ein weiteres Rübenschloss genanntes Wohnhaus.